# La Vernotte
La Vernotte é uma comuna francesa na região administrativa de Borgonha-Franco-Condado, no departamento de Alto Sona. Estende-se por uma área de 5,53 km². Em 2010 a comuna tinha 78 habitantes (densidade: 14,1 hab./km²).